# Гірник (стадіон, Кривий Ріг)
Стадіон «Гірник» (раніше — стадіон шахти «Жовтнева») — футбольний стадіон у Кривому Розі. До 2020 року був домашньою ареною клубу «Гірник». 20 серпня 2020 року «Гірник» було перейменовано на «Кривбас», який продовжує виступати на цьому стадіоні.
Місткість 3219 місць, освітлення 400 люксів.